# 11144 Радіокоммуніката
11144 Радіокоммуніката (11144 Radiocommunicata) — астероїд головного поясу, відкритий 2 лютого 1997 року.
Тіссеранів параметр щодо Юпітера — 3,273.